# Capital Centre
El Capital Centre, conocido anteriormente como USAir Arena, fue un pabellón multiusos situado en la ciudad de Landover, Maryland. Tenía una capacidad para 19 035 espectadores en baloncesto y 18 130 en hockey sobre hielo, y fue inaugurado en 1973. Fue la sede de dos equipos profesionales de primera línea, los Washington Bullets de la NBA y los Washington Capitals de la NHL. Fue demolido en 2002.

## Eventos

### Eventos deportivos
El pabellón fue la sede de los Washington Bullets de la NBA entre 1973 y 1997, de los Washington Capitals de la NHL entre 1974 y 1997, y del equipo masculino de baloncesto de la Universidad de Georgetown entre 1981 y 1997. Todos ellos pasaron a jugar al MCI Center (hoy Verizon Center) al norte de Washington D. C., que abrió sus puertas el 2 de diciembre de 1997. El Capital Center albergó su primer partido de la NBA justo 24 años antes, el 2 de diciembre de 1973, con el equipo local, entonces los Capital Bullets, derrotando a los Seattle SuperSonics, el mismo rival que visitó el MCI Center para su inaugiración.
A lo largo de todo ese periodo de tiempo se han disputado tres finales de la NBA, las de los años 1975, 1978 y 1979, y en 1980 los All-Star tanto de la NBA como de la NHL.

### Conciertos y espectáculos
La gran mayoría de grandes artistas de la música han tocado en alguna ocasión en el Capital Centre, como Eagles, Madonna, Peter Gabriel, Elton John, The Who, Bruce Springsteen, Grateful Dead, Bon Jovi, Chuck Berry, Barbra Streisand, Michael Jackson, Little Richard, Kiss, The Cure, Bryan Adams, Metallica, Judas Priest, Dire Straits, Rod Stewart o Van Halen, entre otros muchos.